# Eupithecia hombrilla
Eupithecia hombrilla es una especie de polilla de la familia Geometridae. La especie fue descrita por primera vez por Paul Dognin habiendo sido descrita en 1899, con distribución en Ecuador. El holotipo de la especie fue descrita en los alrededores de la ciudad andina de Loja.

## Descripción
Es una polilla pequeña, con una envergadura de 20 milímetros (0,8 plg). La polilla es color blanco brillante con un punto celular y líneas transversales gris pizarra rojizo. Las antenas son pubescentes, con puntas de las patas grises con anillos blancos. El borde abdominal pizarroso y manchado de negro, el borde es blanco en el ápice, pizarroso en el ángulo anal. Las cuatro alas con un borde fino marrón, cortadas por las venas blancas en la parte inferior. La parte inferior de las alas posteriores es blanca, las cuatro con punta celular gris pizarra. Las puntas de las patas grises con anillos blancos.